# Harold Rayner
Harold Rayner (n. 27 iulie 1888, Glen Ridge⁠(d), New Jersey, SUA – d. 8 decembrie 1954, Montrose⁠(d), Cortlandt⁠(d), New York, SUA) a fost un scrimer ce a reprezentat Statele Unite ale Americii, medaliat olimpic. A participat la 3 ediții ale Jocurilor Olimpice (1912, 1920, 1928) în care a câștigat o medalie de bronz.